# Latiano
Latiano je talijanska općina u Apuliji u pokrajini Brindisi. Prema popisu stanovništva iz 2014. godine ima 14.867 stanovnika.
Ime općine dolazi od latinskih riječi latex i laticis (izvor), koje s dometkom -iamum čine latianum (močvara, ali i sastajalište). Smatra se kako ime označava sastajalište, križište trgovačkih puteva koje je grad bio u vrijeme Napuljskog kraljevstva.
Latiano je rodno mjesto dominikanca i blaženika Bartola Longa.